# Jachtslot Mookerheide
Jachtslot Mookerheide ligt op Landgoed Mookerheide en is een Nederlands landhuis gelegen in het bos tussen Molenhoek en Groesbeek in de gemeente Mook en Middelaar. Het wordt omringd door een landgoed met een parkbos en sier- en moestuinen.

## Geschiedenis
Jachtslot Mookerheide is in 1904 in art-nouveaustijl gebouwd naar ontwerp van de broers Oscar en Henri Leeuw jr. in opdracht van Jan Jacob Luden. Laatstgenoemde had een obsessie voor dieren. Zo hield hij zeehonden in de stallen, waarvoor hij speciaal wagons met zeewater liet brengen. In 1910 verkocht Luden het jachtslot aan Antonie Marinus Vroeg, die er tot 1927 zou wonen.  
In de jaren dertig vestigde de Congregatie Zusters van Dominicanessen van Bethanië er een klooster. Tijdens de Tweede Wereldoorlog werd het slot op bevel van Rijkscommissaris Seyss-Inquart een buitenverblijf van de Duitse Waffen-SS, in juni 1940. Nadat het gebied in September 1944 door de geallieerden werd bevrijd tijdens operatie Market Garden, gebruikten de Amerikanen het jachtslot en buitenterrein als tijdelijk krijgsgevangenkamp en diende het als verzamelpunt voor zweefvliegtuigenpiloten na de luchtlandingen. Na de oorlog, vanaf 1947, vingen de Bethaniëzusters er uit huis geplaatste meisjes op en bouwden op het omringende landgoed woningen en een schoolgebouw.  
Het huis met landgoed kwam in 1985 in bezit van Natuurmonumenten. Nadat er dertig jaar in erfpacht een hotel-restaurant in gevestigd was, kwam het jachtslot leeg te staan. Tussen 2013 en 2016 werden door Natuurmonumenten de historische tuinen opgeknapt en de kassen gerestaureerd. Tussen 2020 en 2023 was het Jachtslot zelf aan de beurt. Tijdens de grondige restauratie kreeg het gebouw zijn originele lichtroze kleur terug, omdat de blauwe en gele tegelversieringen daarmee het beste contrasteren. Sinds juli 2023 zijn er weer een restaurant en zalen voor zakelijke en feestelijke bijeenkomsten in het jachtslot gevestigd.  
In 2019 werd op het landgoed een natuurbegraafplaats ingericht. 

### Fotogalerij

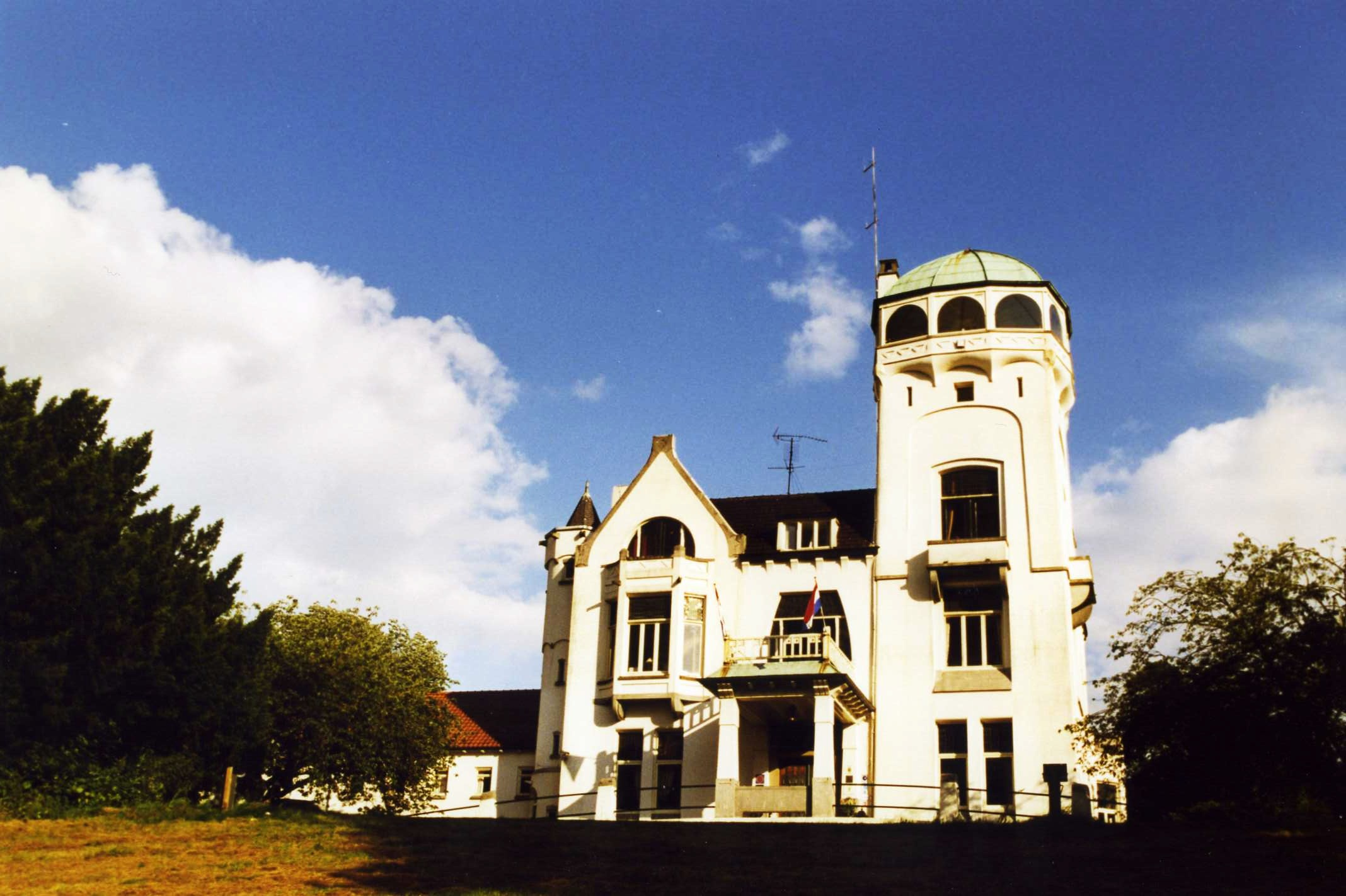
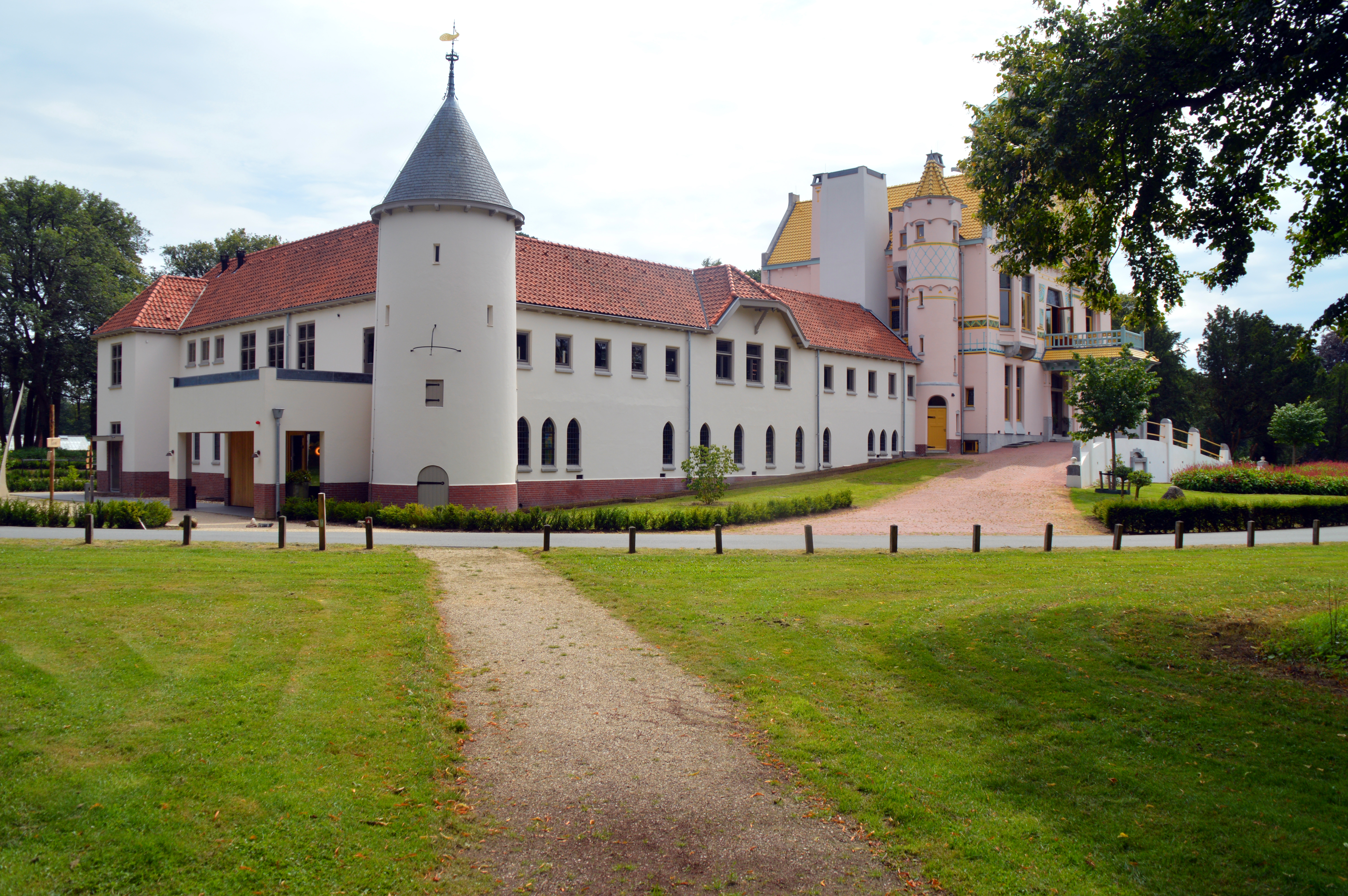
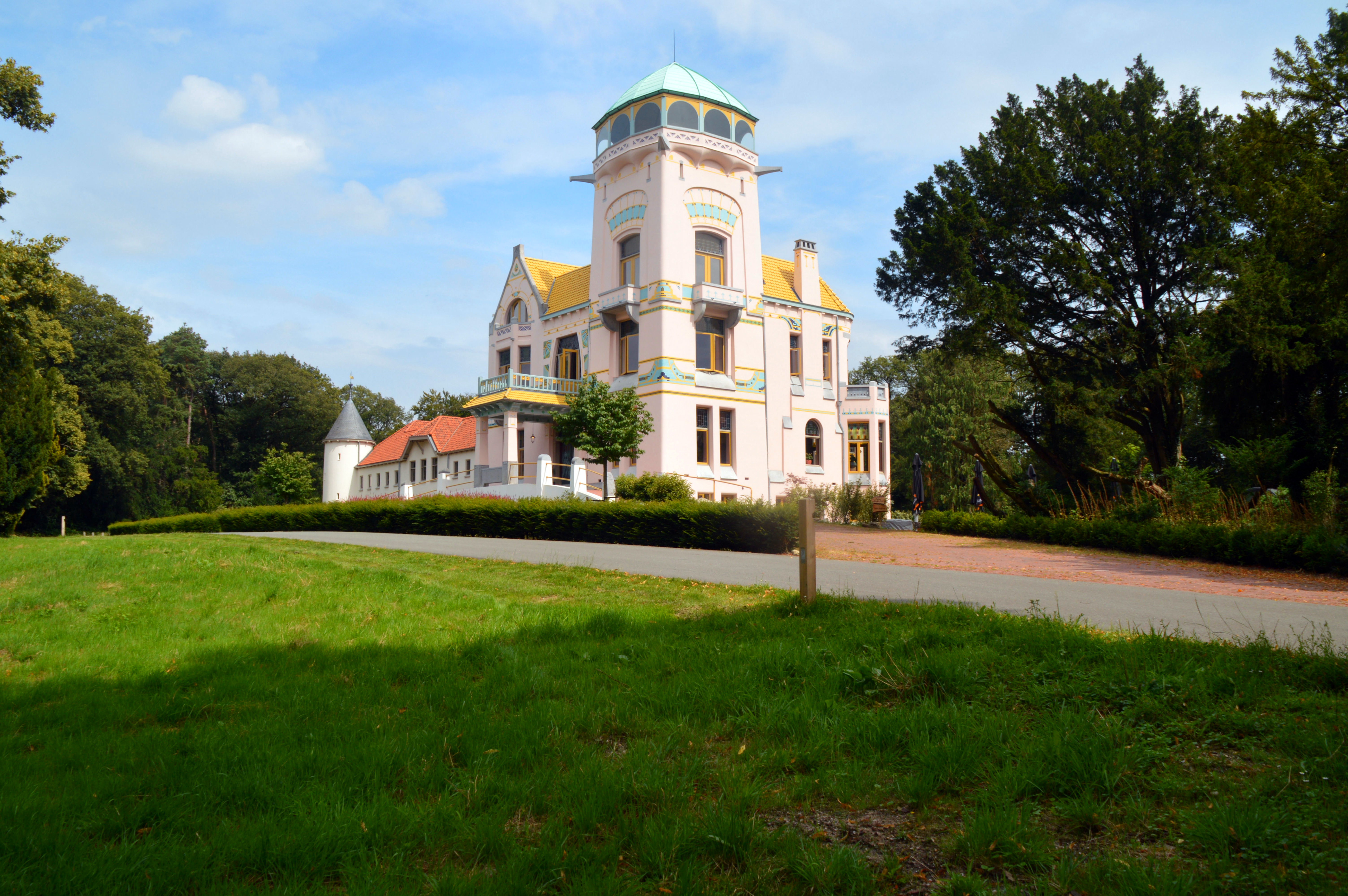
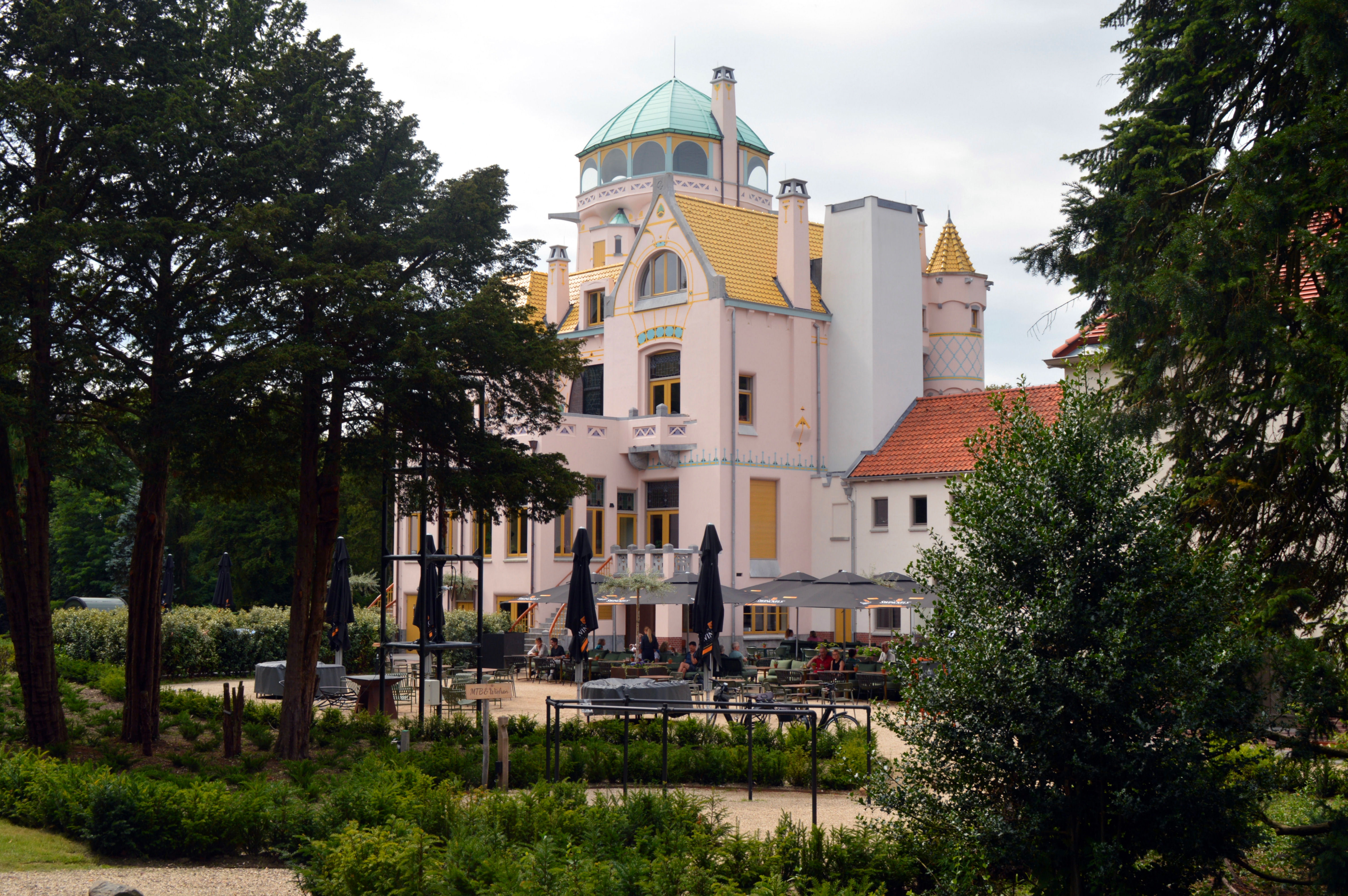
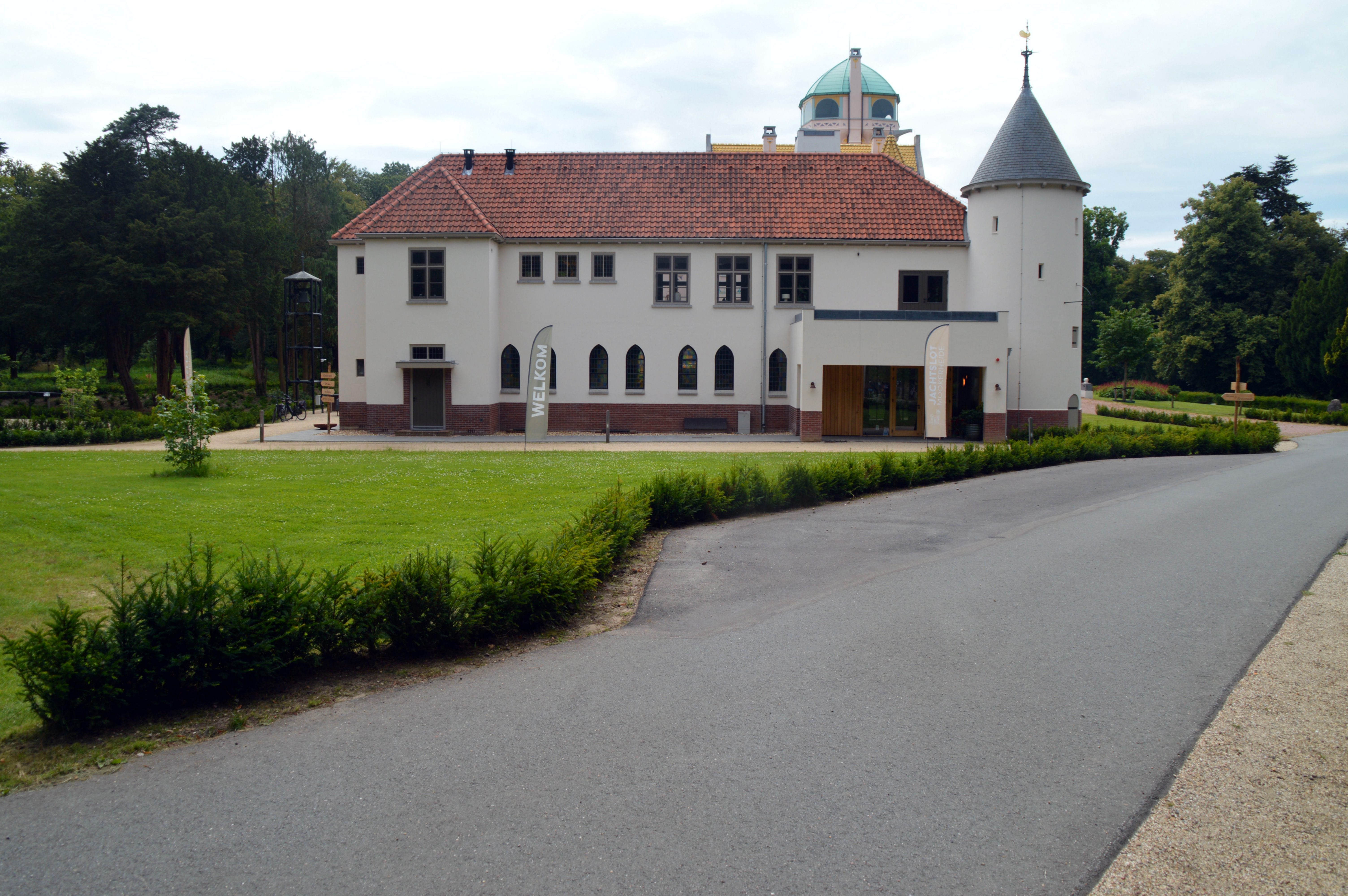
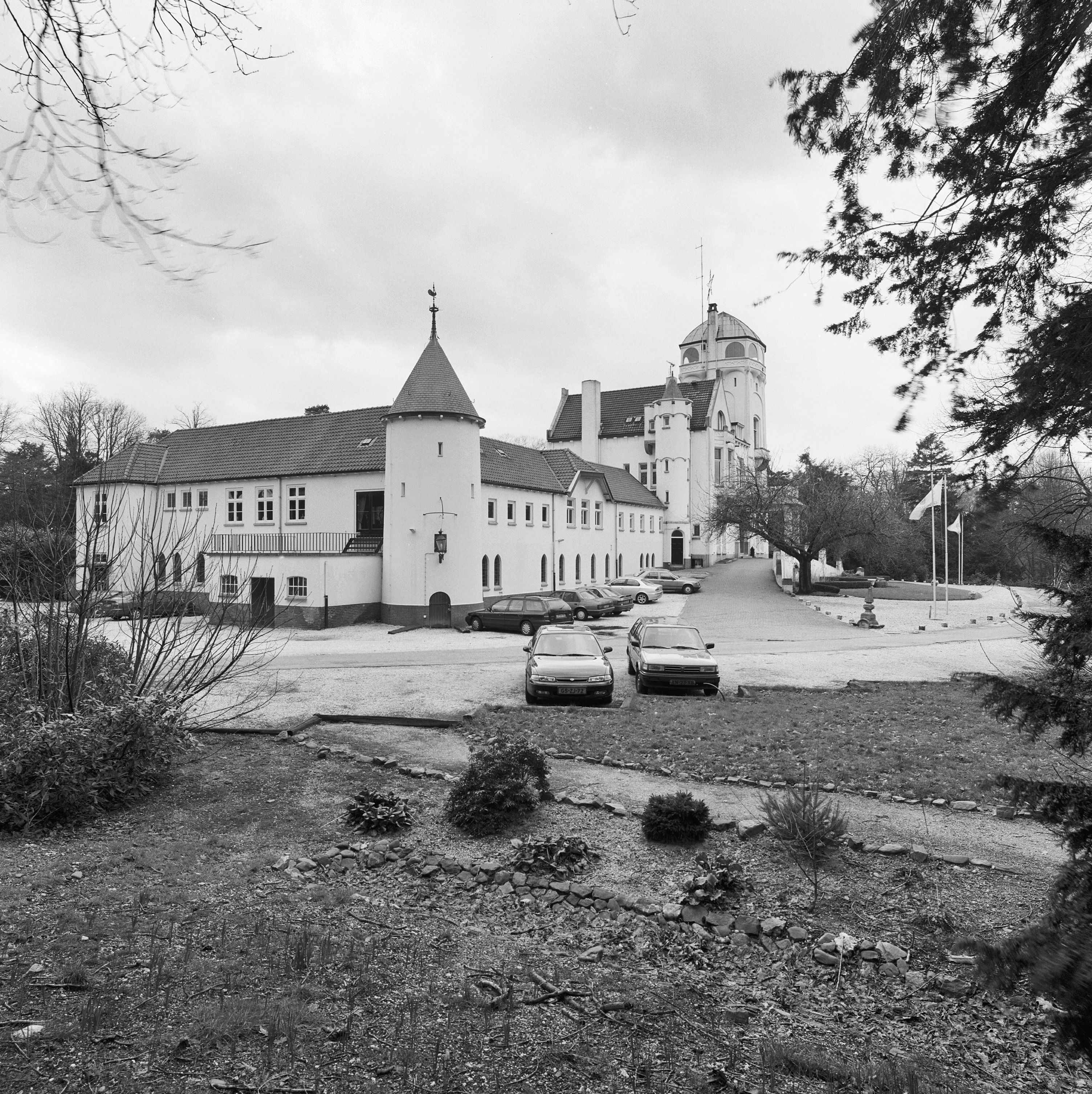

## Trivia
- Zijn Koninklijke Hoogheid Prins Hendrik organiseerde in het begin van de twintigste eeuw in de bossen rond het slot vele jachtpartijen.[3]